# 風評被害
風評被害（ふうひょうひがい）とは、根拠の不確かな流言や科学的根拠に基づかない都市伝説・デマ等によって被害を受けること。辞書的な意味では主に経済的被害を指すが、一般的な意味はそれに留まらず、風評を受けた人々への差別やいじめ、名誉毀損等の人権侵害も含む。なお本項では風評被害をもたらす風評加害（ふうひょうかがい）についても述べる。

## 概要
風評被害が起こる原因は、マスメディアによる不安や怒りを煽る情報の拡散、政治家・政党とその支持者や市民団体・社会運動家などによる政治的利益を狙った発言やデモ(パフォーマンス)である。また、科学的な安全性やメリットがいくら説明・証明されてもそれをあまり報道・拡散せず、逆に科学的な説明や根拠を軽視するマスメディアの報道姿勢や、世論への強大な影響力を持つにもかかわらず風評被害防止の責任を放棄するマスメディアの当事者性の欠如も、風評被害の原因となる。
また、政府や省庁等の行政機関や、関係機関が報道内容を否定したり、ネットメディアや週刊誌が、こうしたマスメディアの報道姿勢を批判することで、風評被害をある程度抑えられることもあるが、これを抑えられなかった場合、場合によっては毎年数千人の死を招くなど、極めて深刻かつ重大な被害にも繋がる。
上記のように、科学的根拠の無視・無理解によるデマや不安を拡散する行為を「風評加害」、その行為をする者が「風評加害者」と呼ばれることもある。

## 日本における風評被害・風評加害
日本において「風評被害」の語がマスメディア等で一般に使われるようになったのは、堺市学童集団下痢症やナホトカ号重油流出事故などが発生した1990年代後半以降である。
関谷直也は国会議事録の初出として、1956年3月に参議院で行われた曽祢益（当時日本社会党所属）議員の、第五福竜丸の被爆による「ビキニ・マグロという風評」による間接被害に関する答弁を挙げている。

### 東日本大震災以後
東日本大震災以降は、専門家から「風評被害には加害者もいる、一般市民もその行動次第で加害者になる」という考え方が提唱された。
2020年代に入ると、風評被害を広める言論人やマスメディアの加害性を重視、むしろそれらが積極的に風評を広めているとして「風評加害」あるいは「風評加害者」という言葉も使われるようになった。一方で、それに対する反発も新聞記者らから語られた。環境省は、ラジエーションカレッジセミナー開催の報道発表資料（2022年9月1日付）の表題を「伝わる表現力を試してみませんか ～風評加害者とならないために～」とした。

### 風評被害への対策
2011年に発生した東日本大震災に伴い、公正取引委員会は、実害（のうち主として独占禁止法関連の事象）と共に、風評被害の一部についても下請法を根拠に対処に当たった。
また2013年には、経済産業省の医療機器分野の研究会において、風評被害が製造物責任法と共に、製造者にかかるリスク・コストの一つとして検討された事例がある。

## 風評被害の事例

### 1983年以前
- 1945年の広島と長崎への原子爆弾投下の後、被爆者は「放射能がうつる」「奇形の子が生まれる」などと言われ差別された[43]。
- 1954年に起きた第五福竜丸事件後に、マスコミ各社が被爆したマグロが市場に出たという誤報と憶測が入り混じった記事を掲載し、その後の経緯を「水爆マグロ」などの呼称で連日センセーショナルに報道したことにより、遠洋マグロを中心に魚介類全体の買い控えが発生した[36]。後に日本鰹鮪連合会が発表した損害総額は、水産物相場全体の低下による影響を含めて約20億円に達したとしている。
- 水俣病による水俣市民、同市出身者および同市で栽培された農産物の風評被害。
- 女子高生の雑談をきっかけとした自然発生的な風評被害（豊川信用金庫事件）。
- カネミ油症事件による、消費者のコメ油に対する偏見と買い控え。
- 戸塚ヨットスクール事件による、神奈川県横浜市戸塚区の風評被害。
  - 同スクールは設立者の戸塚宏に由来する校名で、愛知県知多郡美浜町にあり戸塚区とは無関係。戸塚区は横浜市の内陸部に位置し、ヨットハーバーはおろか海岸線すらない。
- 1970年代以後、近隣にソープランドが林立した雄琴温泉への風評被害。

### 1984年
- 辛子蓮根による集団食中毒事件が発生、36名が中毒症状を起こし、内11名が死亡した。食中毒を発生させた辛子蓮根製造業者の株式会社三香の杜撰な衛生管理が原因であったが、連日の報道により全く無関係の辛子蓮根製造業者までも風評被害を受け、休業・廃業に追い込まれるなど、辛子蓮根業界全体は多大な影響を受けた。
- 宇都宮病院事件発生の影響で、事件を起こした報徳会宇都宮病院とは無関係な、宇都宮市内をはじめ、日本全国に存在する類似名称の医療機関が風評被害を受けた。

### 1985年
- 豊田商事事件の影響で、社名が類似する豊田通商（トヨタグループ）や、同名の豊田商事（山口県の紙販売業者。創業者の名字が由来でトヨタグループとは無関係）に対する風評被害。
  - そもそも事件を起こした豊田商事の社名は、トヨタグループであると錯覚させるため、創業者の永野一男が意図的に名付けたものである。

### 1986年
- ソビエト連邦[注 1]西部の都市、チェルノブイリで原子力発電所事故が発生し、農産物や住民に対する風評被害が発生した[44][45]。

### 1989年
- 政界を巻き込んだ疑獄事件である明電工事件の際に、社名が類似する明電舎[注 2]や、学校の通称が同音の「めいでんこう[注 3]」である愛知工業大学名電高等学校への風評被害が発生。同校への風評被害は、同校OBで共に当時現役プロ野球選手だった鴻野淳基や工藤公康などにまで及んだ。

### 1993年
- 1993年米騒動にて、日本側の要請（古米・古古米）にて緊急輸入したタイ米について「臭くてまずい」「ネズミの屍骸が発見された」などの偏向報道が強調された。官民あげての風評被害であり国際問題となった。

### 1995年
- 阪神・淡路大震災で、震源地である淡路島北部の津名郡北淡町（現・淡路市）の被害が強調され、さながら同島全域が壊滅したかの如く報道されたため、被害が軽微であった同島南部の観光客も大幅に減少。
- 松本・地下鉄両サリン事件などオウム真理教による一連の犯罪のため、同教団とは無関係なオーム電機やオーム社などが関連を疑われる。同教団は後に名称を「アレフ」に変更するが、こちらもびっくりドンキーを経営する株式会社アレフといった既存企業が風評被害を受ける。この他、洋服の青山など教団幹部の姓と同名の企業や店舗が関係性を疑われるなどの風評被害を受けた。

### 1996年
- 大阪府堺市で学校給食による学童の腸管出血性大腸菌O157集団感染により死者3名が発生した堺市学童集団下痢症事件で、「原因食材としてカイワレ大根が疑われる」という厚生省（現・厚生労働省）の中間発表（疫学調査によりカイワレが有意となった）により、カイワレ業界が壊滅的な打撃を受け、中には自殺する農家もいた。この事件以降、カイワレ大根の保管には新たに規定が設けられた。

### 1997年
- ナホトカ号重油流出事故によって、日本海沿岸の海洋が広範囲に亘り汚染された。これにより、カニシーズンを迎えていた加賀、若狭、北近畿、山陰の各観光地で予約客のキャンセルが相次いだ。カニは海底に棲息するので重油被害を受けることはほとんどなく、また事故以前に水揚げされたものや、冷凍品のストック、その他の産地より直送されたものもあったため、事故とは無関係であると漁協や旅館組合が盛んに安全性をPRしたが、風評被害は免れず、一帯の観光客入り数は例年の半分以下に激減した。
- テレビアニメ、ポケットモンスターの放送事故であるポリゴンショックが発生した。これによって、実際はピカチュウの放った光が原因であるにもかかわらず、ポリゴンが風評被害を受けて以降ポケモンの作品にほとんど登場しなくなった[46]。

### 1999年
- 2月1日『ニュースステーション』が、ダイオキシン高濃度検出事件を「葉物野菜から多く検出」と報道、間違ったデータや誤解を招きかねないイメージ映像を流したことで、所沢市産のホウレンソウなど野菜の価格が暴落した。
- 東海村のJCO臨界事故により、実際には放射線による汚染は全くなかったにもかかわらず、茨城県内の農作物や納豆の売り上げが激減した。

### 2001年
- アメリカ同時多発テロ事件の影響により、沖縄旅行を取り止めた人は、平成13年度末までで、修学旅行17万人、一般旅行5万人、合計22万人と言われている[47]。特に修学旅行の中止が多いのは、文部科学省が9月28日付けで各都道府県教育委員会に送付した「海外修学旅行先では米軍施設に近寄らないように」という内容の通達がきっかけである。これを受けた一部の教育委員会が、地域の公立校へ情報を転送する際「米軍基地がある韓国や沖縄への修学旅行は特に注意するように」という情報を追加したため、キャンセルが相次いだ[48]。10月10日、この事態を受けた観光業界団体が文部科学省初等中等教育局へ抗議を行なった結果、あらためて、沖縄への修学旅行を予定通り実施することと、海外への修学旅行の中止に伴う代理地として沖縄を検討することを薦める通達が出された[49]。

### 2003年
- 佐賀銀行が倒産するというチェーンメールをきっかけに、短期間に約500億円が引き出された（取り付け騒ぎを参照のこと）。
- SARSを発症した台湾人医師が、小豆島の旅館に立ち寄ったと報道されたところ、該当旅館以外の同島全域で宿泊キャンセルが相次いだ。またアジア全域への観光客数も減少した（重症急性呼吸器症候群も参照）。

### 2004年
- 鳥インフルエンザに感染した疑いのある鶏肉・鶏卵が京都府、滋賀県、大阪府に流通したとされ、健康被害などは発生しなかったにもかかわらず、鶏肉の売り上げが減少。
- 新潟県中越地震により、佐渡島など被害軽微な地域にも旅行キャンセルが殺到し、観光客が激減。

### 2005年
- 3月22日、カリフォルニア州の女が、ファーストフード店「ウェンディーズ」の料理の中に『人間の指が入っていた』と訴え、メディアの報道が過熱した。調査の結果、この女は過去にも他店に対して同様の訴訟を起こしており、この事件も産業事故で失った知人の指を女自らが混入させたものと判明。女は逮捕されたが、「ウェンディーズ」は風評被害により約250万ドルの経済損失が出た。

- 韓国産キムチの寄生虫問題により、無関係な日本国内産キムチの売り上げが減少した（「キムチ#キムチを巡る事件」を参照のこと）。

### 2006年
- 1月3日、平成18年豪雪により、新潟県南魚沼郡湯沢町の有名スキー場など3か所で雪崩が起きた。翌々日には一部のリフトを除いて営業を再開したが、報道により「湯沢町全体のスキー場が全部危険である」という印象が広まり、安全が確認されているスキー場にも予約のキャンセルが相次いだ[50]。

### 2008年
- 6月14日に発生した「岩手・宮城内陸地震」において、大崎市では一部地域に被害が集中したが、不適切な報道により「大崎市全体が危険である」との印象がもたれ、被害が軽微だった鳴子温泉郷でも観光客による宿泊の取り消し（キャンセル）が相次いだ[注 4]。

### 2010年
- 3月26日に宮崎県で発生した口蹄疫の流行（2010年日本における口蹄疫の流行を参照）において、徹底した消毒を行っているにもかかわらず宮崎ナンバーであるという理由で宮崎県内の運送業が県外での積荷の受け取りを拒否される。

### 2011年
- 3月11日に発生した東日本大震災を発端とした福島第一原子力発電所事故が原因で、避難民が放射能検査を要請される[51]、タクシーへの乗車を拒否される[52]、いじめに遭う[53]などのケースが発生。同様に工業製品への風評被害も存在する[54][55]ほか、被曝を恐れてトラックドライバーが（原発事故とは無縁の）被災地に入ろうとせず結果として救援物資が被災者に行き渡らないというケースがおきた。[56]また風評被害を受けたとする住民やケアセンターの従業員の苦悩ぶりが報道番組などより明らかとなり放送されたケースもある[57]。更には農作物への風評被害があったとの主張もある[58]。

2021年5月23日にオンラインで開催された「福島、その先の環境へ。」対話フォーラムにおいて、登壇者で東京大学大学院情報学環准教授の開沼博は「風評の原因になるような理屈とか言葉とか、そういったものを風評加害と呼ぶ」と発言、また同じく登壇者で環境大臣の小泉進次郎も同調して「私は風評加害者にならないこと」と発言した。
- 5月にドイツ北部を中心に発生した腸管出血性大腸菌感染事件で、ハンブルク市当局が5月26日、感染源がスペイン産のキュウリであると発表された後、その後キュウリが原因ではなかったと発表された[60]。これによる風評被害に対してホセ・ルイス・ロドリゲス・サパテロスペイン首相などは損害賠償を請求する意向を示しており[61]、ドイツのアンゲラ・メルケル首相はEUが財政支援を行うと述べている[62]。

### 2018年
- 振袖業者「はれのひ」が1月8日（成人の日）に突然店舗を閉鎖した事件で、和風結婚式企画会社「晴レの日」新郎新婦から確認の電話を約100件、無言のいたずら電話などを約200件受けるほか、業種が同じ、または類似する同名または類似名の企業が風評被害を受けた[63]。
- 5月6日に日本大学アメリカンフットボール部の選手が関西学院大学の選手に悪質な反則を行い選手を負傷させた問題で、日本大学と名前のよく似た日本体育大学や、日本ラグビーフットボール協会などのラグビーの団体が苦情の電話を受ける風評被害を受けた。このうち日体大は、公式サイトに声明文を発表する事態となった[64]。

### 2019年
- 4月に発生した池袋暴走事故で、事故車両がトヨタ・プリウスであったことから、悪質なプリウスのドライバーが「プリウス・ミサイル」などと揶揄されるようになり、優良なドライバーが風評被害を受けた[65]。
- 5月に発生した丸山穂高衆院議員（日本維新の会、後に除名処分により無所属、現、NHKから国民を守る党）による北方領土滞在中の言動について、同姓の丸山和也参院議員（自民党）の事務所に抗議の電話が寄せられる風評被害を受けた。このため、丸山参院議員の事務所は報道各社にフルネームで報じるよう要請する事態となった[66]。

### 2020年
- 前年に中国湖北省武漢市で発生した新型コロナウイルスが猛威を振るう中で、「コロナ」という語を用いる企業等への風評被害が不運にも発生した。
  - コロナビール：コロナ禍によって同製品に対する反応の変化がみられ、その中にはインターネット検索数が増えるといったポジティブな影響[67]もあったが、一方で同年1月から2月だけで約2億2100万ポンド（約310億円）の売上が失われた[68]。ビールを飲むアメリカ人のうち「現在はいかなる状況下でもコロナビールを買わない」と回答した人が38％に上った[69]。
  - コロナ (住宅関連機器メーカー)：名称かぶり[注 5]から不安を感じる社員や家族がいるとの報告[注 6]を受け、社長名で「コロナではたらくかぞくをもつ、キミへ」と題して、主に社員の子どもに対して「両親に誇りを持ってほしい」との思いを込めたエールの新聞広告を地元紙である『新潟日報』に出稿し、2020年6月13日付の朝刊に掲載した[70][71]。
  - この他、コロナワールドや大阪市のホテル等、「コロナ」の単語だけで無関係のコロナウイルスと紐付けられる風評被害が相次いだ。
  - ファイナルファンタジーVIIIに登場するモンスター「機動兵器8型BIS」が使う技に「コロナ」が含まれていた。ファイナルファンタジー　レコードキーパーでは新型コロナウイル感染症の流行以降、「機動兵器8型BIS」の技の補正が行われた。
- 2012年にリリースされたシミュレーションゲーム、Plague Inc.は、病原体を人類に感染させ滅亡させることが目的であったため、不謹慎ゲームとみなされるようになり、中国のApp Storeから削除された[72]。そのため開発会社は、感染症流行対策イノベーション連合（CEPI）と世界保健機関（WHO）に合計25万ドル（約2800万円）の寄付を行い、感染拡大を防ぐモードを大型アップデートで追加し、パンデミックが収まるまで無料で提供すると発表した[73]。

### 2022年
- 1月に大きく報道されたアサリ産地偽装問題の影響で、有明海産のシバエビの取引価格が下落したり、熊本県内の漁業協同組合が出荷したハマグリの買い手が付かず、返品される風評被害を受ける事態となった[74]。
- 2月から始まったロシアによるウクライナ侵攻により、ロシア料理店への嫌がらせなどといった風評被害が発生した。なお、ロシアに関する商品を扱う店舗であっても、経営者やスタッフはウクライナやウズベキスタンなど周辺国出身の場合もある[75][76]。
- 4月に発生した知床遊覧船沈没事故の影響で、日本全国各地の遊覧船への予約のキャンセルが相次ぐ風評被害を受けた[77][78][79]。
- 7月に発生した安倍晋三銃撃事件の後、世界平和統一家庭連合（旧統一教会）に関する問題が次々と明らかになった（旧統一教会問題）。その一方で、旧統一教会の2世信者が、偏見を恐れて宗教に関して言及することを避けていることも明らかになった[80]。
- 9月、和菓子店の船橋屋（東京都）社長が起こした交通事故を巡る不祥事の際に、他の地域にある同社とは無関係の同名企業にも批判や苦情が寄せられる風評被害が発生した[81]。

### 2023年
- 1月頃からインターネット（SNS）上に相次いで投稿され、拡散した飲食店内での客による迷惑行為動画（外食テロ）により、衛生面などへの不安から、回転寿司を始めとする外食チェーン店に対する風評被害が発生した[82][83]。

### 2024年
- 1月1日に発生した能登半島地震に伴い、支援物資到着の遅れや救助・救援活動の支障となるため、個人による能登地域（内灘町以北）への不要不急の来訪は控えるように石川県が呼び掛けた[84]。しかし、震源（奥能登）から離れており、被害も比較的軽微だった加賀地域（金沢市以南）の宿泊施設でも観光客による宿泊のキャンセルが相次ぐ風評被害が発生[85]したことから、石川県出身者などが加賀地域への観光を呼び掛ける事態になった。
  - なお、2007年3月の能登半島地震、2022年6月の能登群発地震でも、同様の風評被害が発生[86][87]。}}[85][88]している。
- 3月、小林製薬が製造・販売している紅麹を配合したサプリメントを摂取した人に健康被害が発生していることが発覚[89]。更に同社の紅麹を他社にも原料として供給していることが報じられた[90]。このため、小林製薬とは無関係の企業で製造された紅麹を使用している企業にも問い合わせが殺到するなどの風評被害が発生した[91][92]。
- 前年からUber Eatsの待遇等に対する過度なネガティブキャンペーンのような記事が相次いで投稿されている。この影響により、配達員が減少し、料理の配達が以前より遅くなるなどの風評被害が発生している[93]。